# Pseudodracontium
Pseudodracontium là một chi thực vật có hoa trong họ Ráy

## Hình ảnh

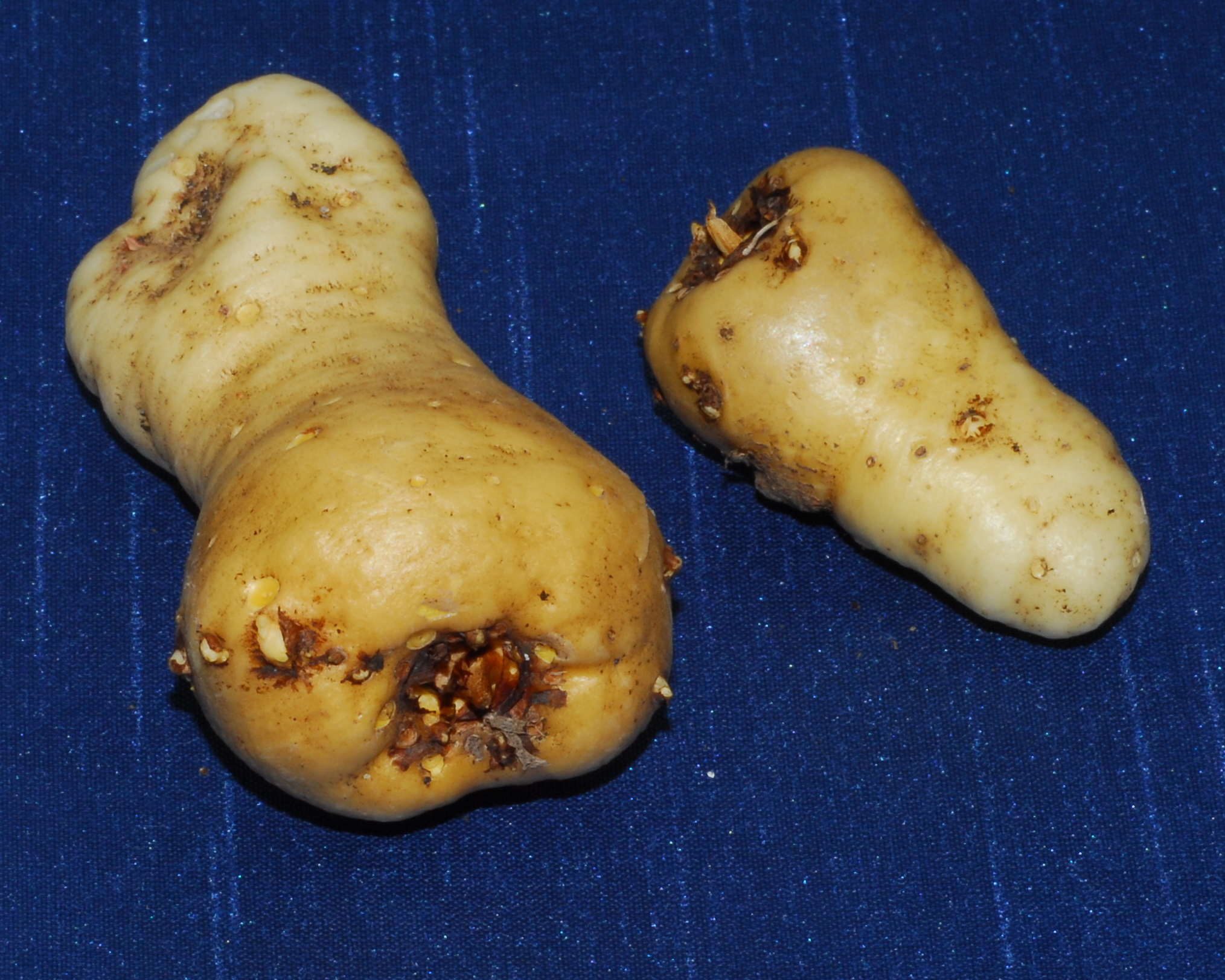
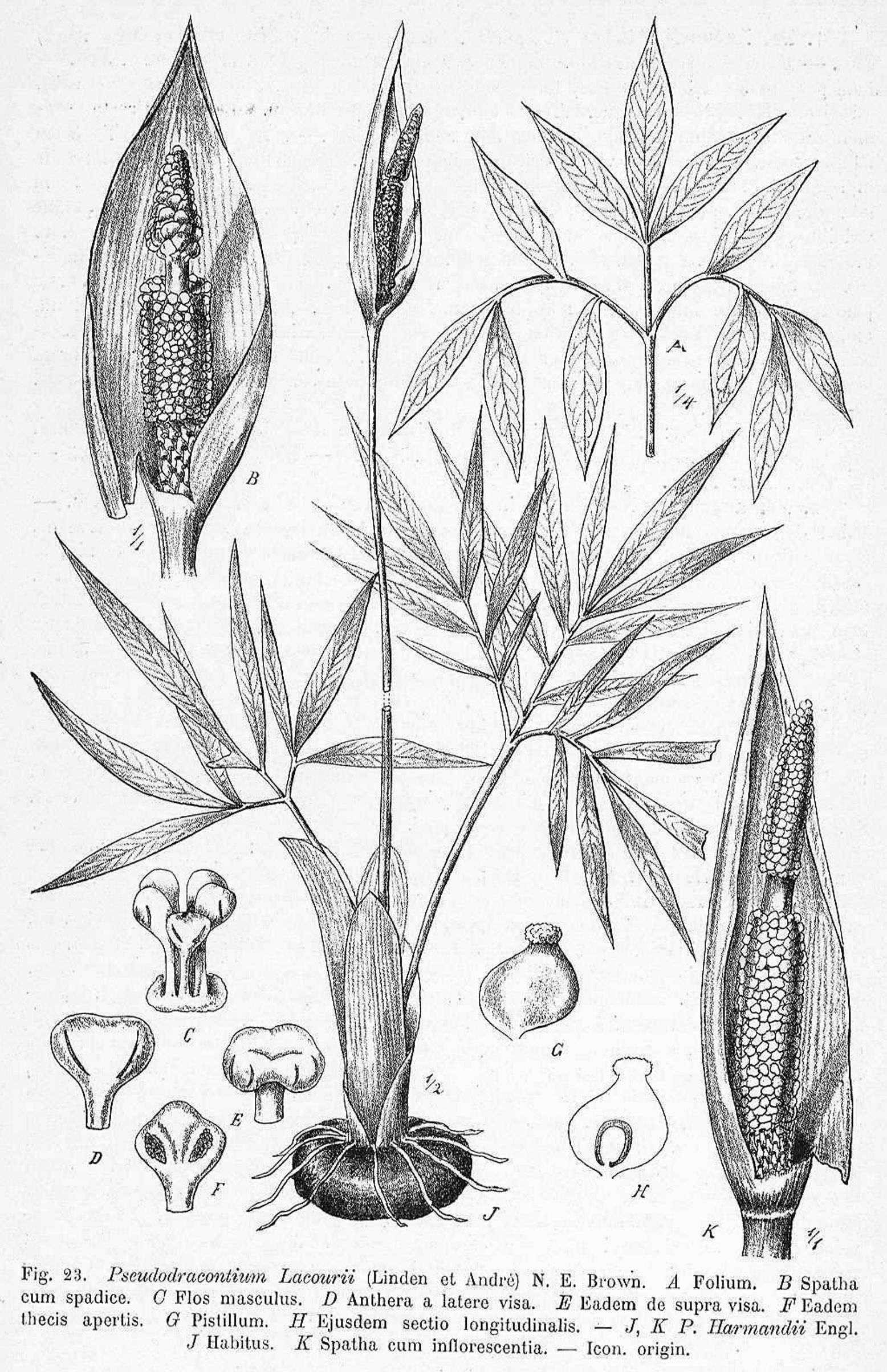

## Loài
Chi này gồm các loài sau: